# بوليزيني بارمينزي
بوليزيني بارمينزي (بالإيطالية: Polesine Parmense)‏ هي بلدية في مقاطعة بارما في إقليم إميليا رومانيا الإيطالي.

## السكان
في سنة 1861 بلغ عدد السكان 3٬290 نسمة، وتطور العدد ليصل في سنة 2011 لـ 1٬507 نسمة.
يظهر هذا المخطط البياني تطور النمو السكاني لـ بوليزيني بارمينزي